# Марковский, Джон Иванович
Джон Ива́нович (Я́нович) Марко́вский (род. 23 февраля 1944, Якутск) — советский артист балета, балетмейстер.

## Биография
В 1961 году, по окончании Рижского хореографического училища (педагог Владимир Цуканов), был принят в Рижский театр оперы и балета. Танцевал ведущие партии репертуара.
В 1964—65 годах — совершенствовался в Ленинградском хореографическом училище (класс А. Л. Кумысникова).
С 1965 года, по окончании класса усовершенствования, — солист балета Кировского театра.
При необычайно яркой фактуре — высоком росте, атлетическом телосложении, самобытной пластике и артистизме — запомнился как чуткий партнёр Аллы Осипенко, Майи Плисецкой, Ольги Моисеевой, Елены Евтеевой, Калерии Федичевой. «Мой рост — 186 см — не позволял мне танцевать виртуозно, делать всякие кабриоли и прочее, — признавался артист, — зато я мог быть хорошим партнёром. У Аллы были идеальные пропорции. Её туловище весило столько же, сколько ноги, и это было очень удобно. У Моисеевой ноги были гораздо тяжелее туловища. У Федичевой были тяжёлыми и то, и другое. Юре Соловьёву [ частому партнёру Федичевой ] приходилось очень тяжело!»
В 1971 году покинул труппу Ленинградского театра оперы и балета им. Кирова, одновременно с уходом Аллы Осипенко, ставшей его постоянной партнёршей.
С 1971 года сотрудничал с Л. В. Якобсоном, который поставил с его участием несколько номеров, вошедших в историю современного балета («Хореографические миниатюры», 1971—73).
С 1973 года — в «Ленконцерте». Активно гастролировал по стране с хореографическими миниатюрами и балетом «Антоний и Клеопатра», пробовал себя как постановщик, репетировал с  балетмейстером Май-Эстер Мурдмаа.
С 1977 по 1982 — работа в постановках советских хореографов-новаторов в Ленинградском ансамбле балета под руководством Б. Я. Эйфмана, который сочинил для артиста ряд партий в одноактных балетах.
С середины 2000-х проживает в санкт-петербургском Доме ветеранов сцены.

## Творчество

### Партии

#### Рижский театр оперы и балета(1961—1964)
- Ромео — «Ромео и Джульетта» С. Прокофьева
- 1963 — Лукаш — «Лесная песня» Михаила Скорульского, балетмейстер В. Вронский

#### Кировский балет(1965—1971)
- 1965 — Кино — «Жемчужина» Н. Симонян, пост. К. Боярского
- Принц Зигфрид — «Лебединое озеро» П. Чайковского, постановка Л. Иванова — М. Петипа, редакция К. Сергеева
- Спартак — «Спартак» А. Хачатуряна, — пост. Л. Якобсона
- Юноша — «Шопениана», на муз. Ф. Шопена, — пост. М. Фокина
- Визирь — «Легенда о любви» А. Меликова, — пост. Ю. Григоровича
- Ромео — «Ромео и Джульетта» С. Прокофьева, пост. Л. Лавровского
- Жан де Бриен — «Раймонда» А. Глазунова, — пост. М. Петипа, ред. К. Сергеева
- Альберт — «Жизель» А. Адана, — пост. Ж. Коралли — Ж. Перро — М. Петипа

#### «Хореографические миниатюры». ПостановкиЛ. Якобсона
- 1971 — Солист — «Полёт Тальони», на муз. В.-А. Моцарта
- 1971 — Минотавр — «Минотавр и нимфа», на муз. А. Берга

фото
- 1971 — Иван-царевич — в хореографической миниатюре «Жар-птица», на муз. И. Стравинского
- 1972 — «Лебедь», — хореографическая миниатюра на муз. К. Сен-Санса
- 1972 — Солист — «Экзерсис-XX», на муз. И.-С. Баха

#### «Ленконцерт»
- 1974 — Дуэт Ромео и Джульетты — «Ромео и Джульетта» С. Прокофьева, — пост. М. Мурдмаа
- 1974 —  Pas de deux, на муз. А. Адана, — пост. Дж. Марковского
- 1974 —  Pas de deux — «Талисман» Р. Дриго, — пост. М. Петипа, возобн. Л. Тюнтиной
- 1975 — Антоний — одноактная композиция «Антоний и Клеопатра» Э. Лазарева, — пост. И. Чернышёва

#### Ленинградский ансамбль балета («Новый балет»),1977—1982
- 1977 — Солист — «Под покровом ночи» («Чудесный мандарин»[англ.]) Б. Бартока, — пост.М. Мурдмаа
- 1977 — Виктор Хара — «Прерванная песня», на муз. И. Калныньша, — пост. Б. Эйфмана
- 1977 — Солист — «Двухголосие», на муз. из репертуара «Пинк Флойд», — пост. Б. Эйфмана
- 1978 — Иван-царевич — Жар-птица — «Жар-птица» И. Стравинского, — пост. Б. Эйфмана
- 1980 —  Рогожин  — «Идиот», на муз. П. Чайковского, — пост. Б. Эйфмана

### Постановки
- 1974 —  Pas de deux, на муз. А. Адана

### Фильмография
- 1968 — Лебединое озеро (кинофильм-балет) — Зигфрид
- 1969 — Сказ о холопе Никишке (фильм-балет на музыку Марата Камилова, балетмейстер Кирилл Ласкари, «Ленинградское телевидение») — Грозный
- 1974 — Тема с вариациями (документальный, реж. П. Коган и И. Шапиро, «Ленфильм»)
- 1974 — Хореографическая поэма (фильм-концерт Ленинградской студии телевидения, посвящённый творчеству А. Осипенко) — дуэт Ледяной девы (Осипенко) и Асака из балета «Ледяная дева» на музыку Э. Грига, балетм. Фёдор Лопухов
- 1977 — Антоний и Клеопатра (фильм-балет Ленинградской студии телевидения, композиция по трагедии Шекспира, балетм. И. Чернышёв, муз. Э. Лазарева) — Антоний
- 1982 — Анюта (фильм-балет) — Артынов

#### В сборниках на CD
- 1996 — «Слава Кировского балета / The Glory of the Kirov» (© «NVC Arts», «Warner Music Vision») : сб., 91 мин. — «Ледяная дева» (1974, хореография Ф. Лопухова)
- 1998 — «Звёзды Русского балета» (© «Студия 48 часов») : сб., 62 мин. — «Минотавр и нимфа» (1974, балетм. Л. Якобсон), «Ледяная дева» (1974, хореография Ф. Лопухова)
- 1998 — «Мариинский балет / Mariinsky (Kirov) Ballet» (© Фирма «Miris», Vlad Lishbergov) : сб., 30 мин. — «Ледяная дева» (1974, хореография Ф. Лопухова)